# Jin Hanato
Jin Hanato (født 31. maj 1990) er en japansk fodboldspiller, som spiller for den japanske fodboldklub Tokyo Verdy.